# Burg Wildenstein (Sachsen)
Die Burg Wildenstein im Elbsandsteingebirge ist die Ruine einer Felsenburg nahe Schmilka im Landkreis Sächsische Schweiz-Osterzgebirge in Sachsen. Es sind noch Balkenlager, Mauerreste, Stufen und Felszeichnungen vorhanden.

## Geographische Lage
Die Burgruine liegt im Nationalpark Sächsische Schweiz 4 km nordnordöstlich des an der Elbe gelegenen Schmilka, einem Ortsteil von Bad Schandau, und 2,4 km südöstlich von Lichtenhain, einem Ortsteil von Sebnitz. Sie befindet sich in der Gemarkung Ostrau südlich vom Tal der Kirnitzsch auf dem Berg Neuer Wildenstein (337,1 m ü. NHN) oberhalb des Kuhstalles.

## Geschichte

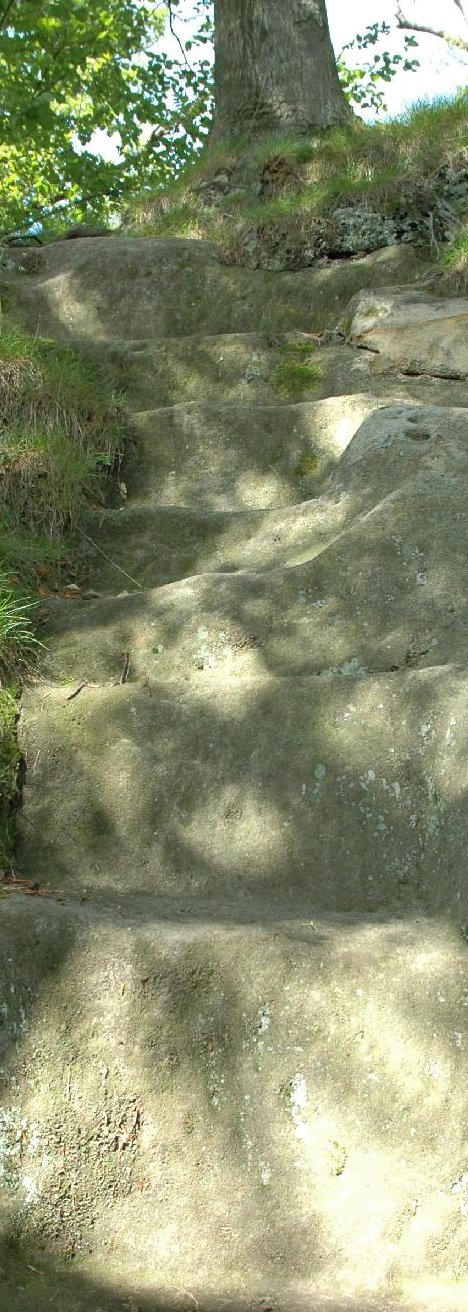
Steinstufen

Die Burg Wildenstein gehörte dem böhmischen Adelsgeschlecht der Berka von der Dubá und wurde 1409 von Hinko II. von Dubá errichtet. Dieser übergab 1410 die Herrschaft durch Erbteilung an seinen zweiten Sohn Heinrich von der Dubá, der daraufhin von der Burg Schwarzberg auf den Wildenstein übersiedelte. Dabei wurde die Herrschaft Wildenstein von Hohnstein abgetrennt. Als Herrschaftsmittelpunkt eignete sich die kleine Felsenveste auf dem Alten Wildenstein nicht, weshalb die Felsenveste auf dem Neuen Wildenstein weiter ausgebaut und zum Zentrum der Herrschaft gewählt wurde. Zu dieser Herrschaft gehörten die Städte Neustadt und Sebnitz und 18 Dörfer mit insgesamt 233 zinspflichtigen Männern.
Durch Fehden, Misswirtschaft, Zersplitterung des Besitzes und dem allgemeinen Niedergang des Ritterstands sank das Geschlecht der Berka in das Raubrittertum ab. Da sich die Berken auf ihren Raubzügen auch Übergriffe auf sächsisches und bischöflich-meißnerisches Gebiet erlaubten und die Handelswege der Oberlausitzer Sechsstädte bedrohten, wurden sie zielgerichtet bekämpft. So belagerten das Kurfürstentum Sachsen und der Sechsstädtebund 1425 erstmals die Burg Wildenstein.
Bei einer erneuten Belagerung wurde 1435 die Burg eingenommen. Nach einer Vermittlung durch Kaiser Sigismund zogen die Sachsen 1436 ab. Auf Grundlage dieses Friedensabkommens kam es 1436 sogar zur Waffenbrüderschaft mit dem Kurfürstentum Sachsen, um die Raubritterveste Burg Arnstein zu belagern. Wortbrüchig brachen die Berken 1437 wieder zu Raubzügen auf, sodass 1439/40 die Burg erneut erobert wurde. Das anschließende Friedensversprechen wurde von den Berken erneut gebrochen.
Die Herrschaft der Berka von der Dubá endete in diesem Gebiet endgültig, als am 8. April 1451 die Herrschaft Wildenstein an die Wettiner überging.

## Zugang
Ein guter Ausgangspunkt zur Burg Wildenstein ist der Lichtenhainer Wasserfall, der mit dem Bus oder dem Auto über Bad Schandau erreicht werden kann. Besonders zu empfehlen ist aber die Anreise mit der über 100 Jahre alten Kirnitzschtalbahn. Vom Wasserfall läuft man auf der Kuhstallstraße, einem gehbaren Weg, zum Kuhstall. Am Kuhstall angekommen, führt dann die Himmelsleiter zum Raubschloß. Für die gesamte Laufzeit sind 50 Minuten einzuplanen.

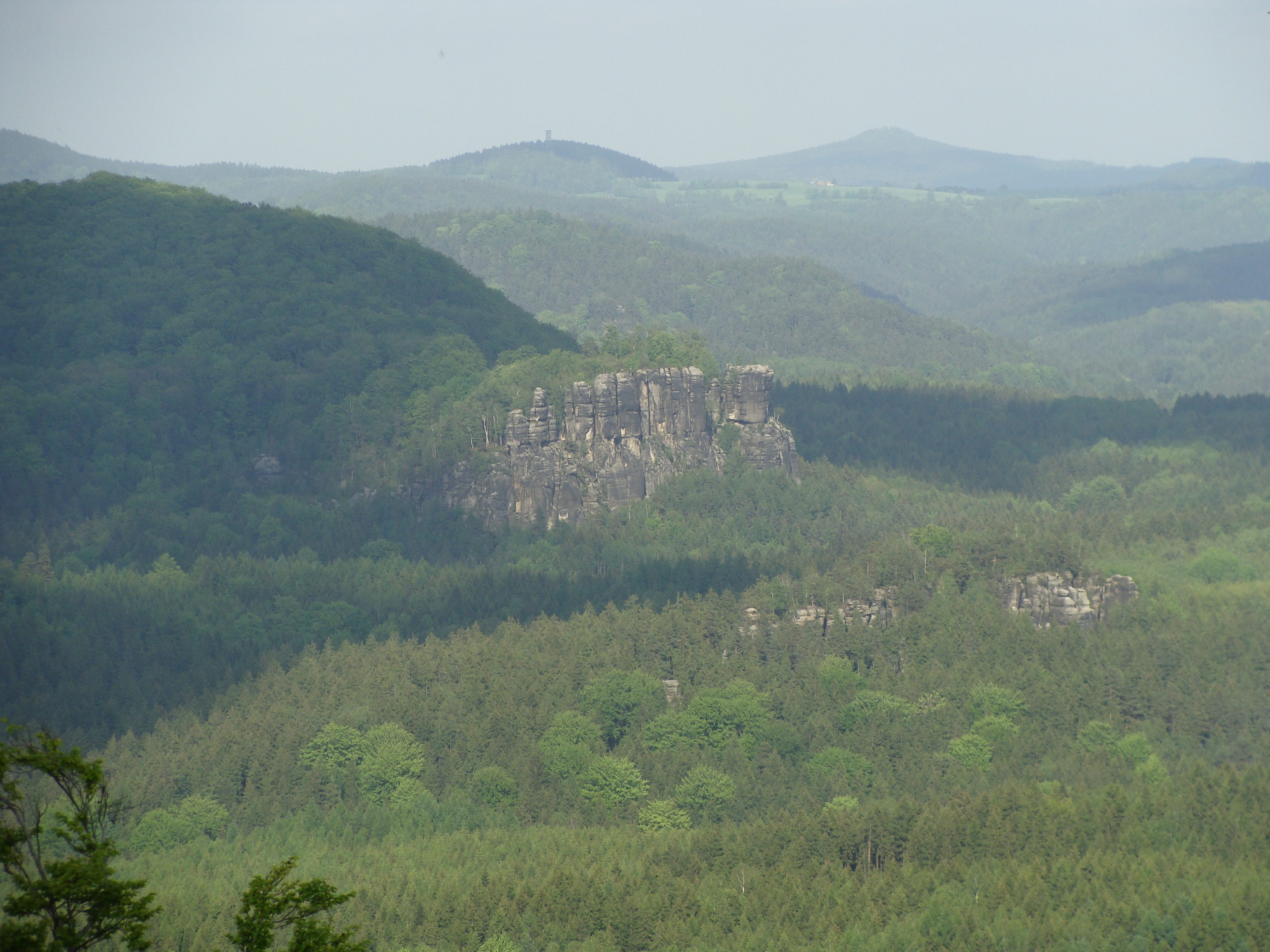
Neuer Wildenstein
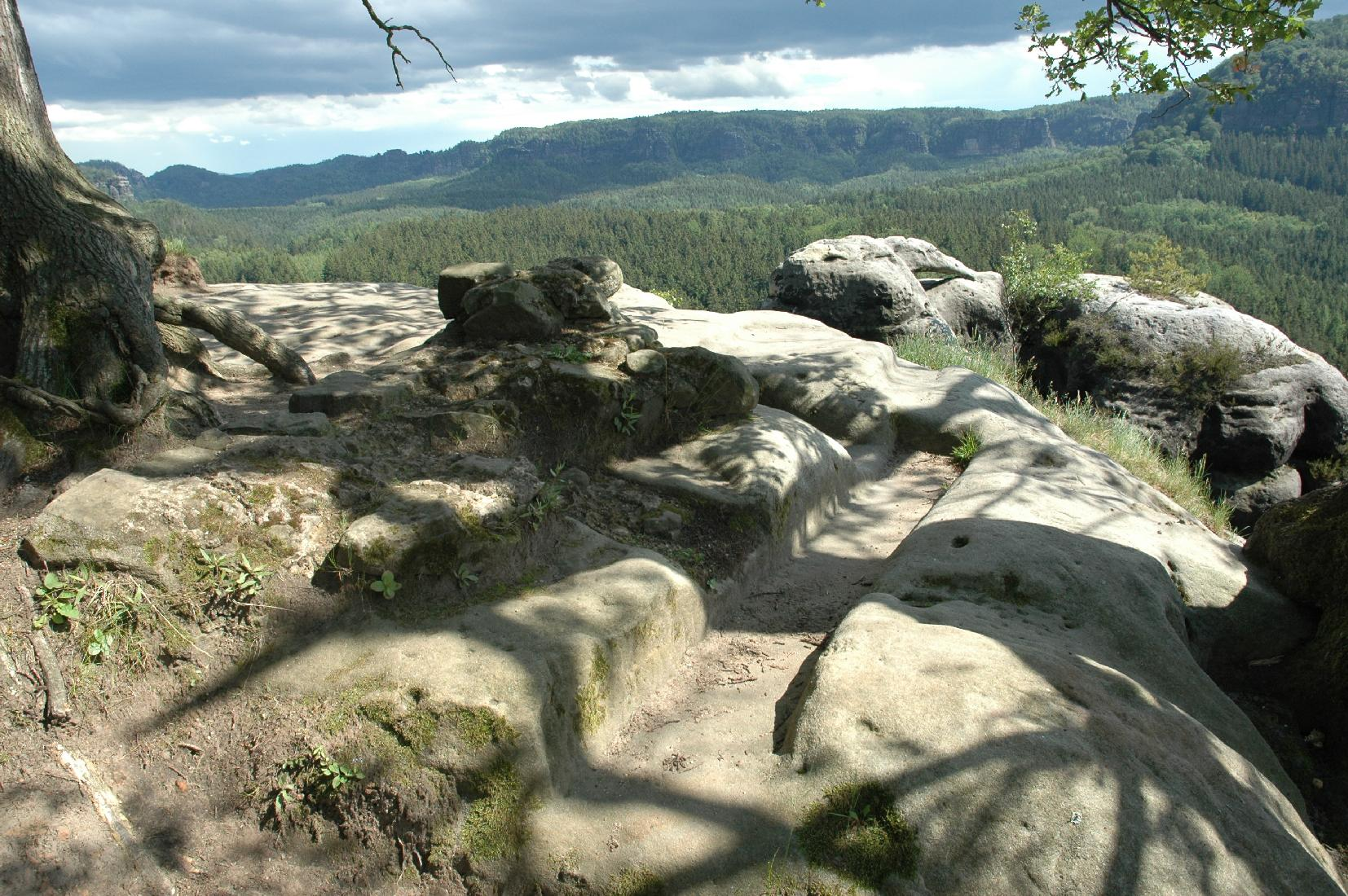
Balkenlager und Mauerreste
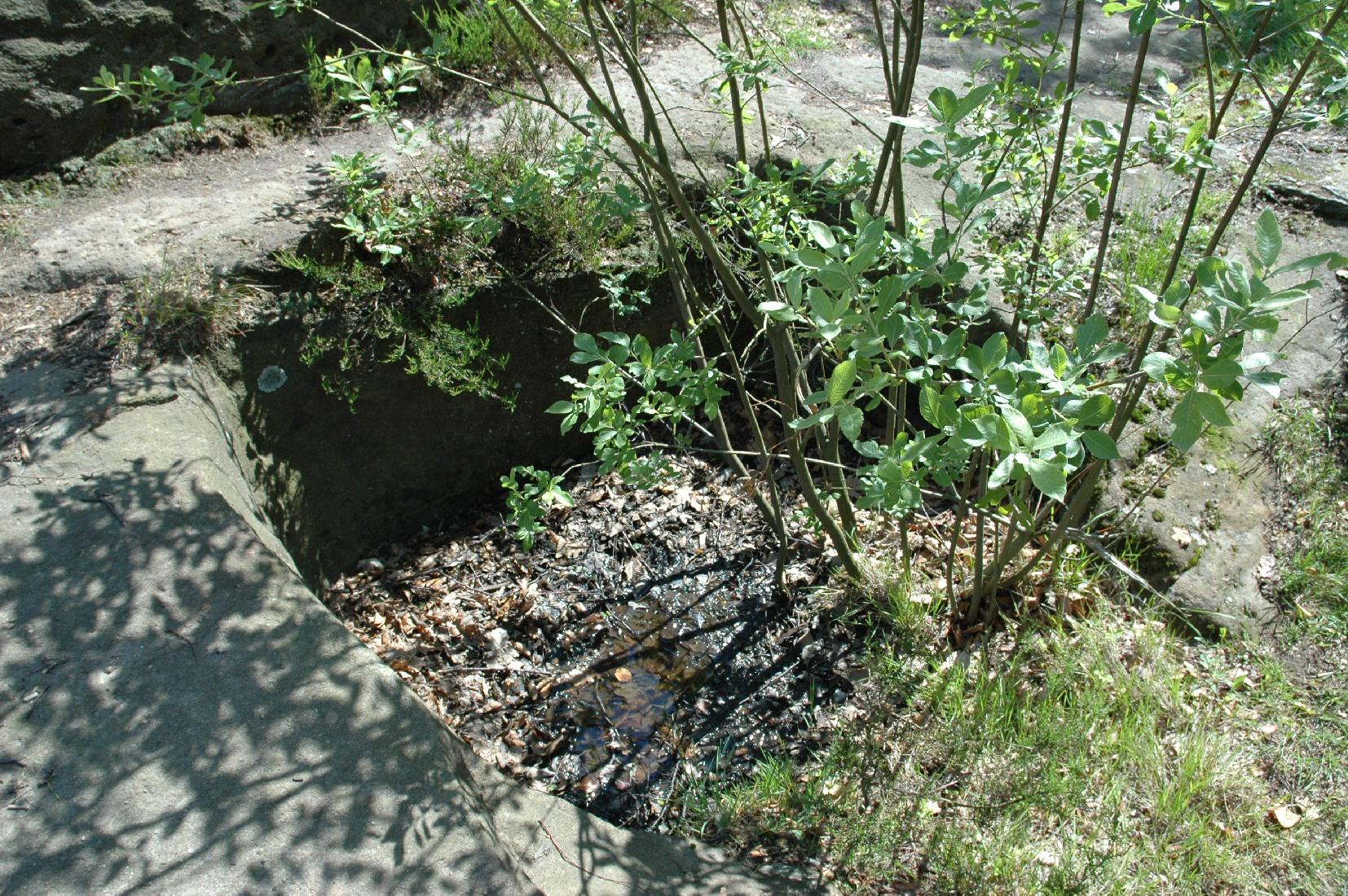
Zisterne